# NGC 852
NGC 852 è una vasta galassia a spirale barrata situata nella costellazione dell'Eridano, a una distanza di circa 304 milioni di anni luce dalla nostra Via Lattea.

## Scoperta
La galassia è stata scoperta il 27 ottobre 1834 dall'astronomo britannico John Herschel.

## Descrizione
NGC 852 ha una classe di luminosità II-III e presenta una larga riga a 21 cm dell'idrogeno neutro.